# Мелиса Ситрини-Болије
Мелиса Ситрини-Болије (фр. Mélissa Citrini-Beaulieu; Сен Констан, 12. јун 1995) елитна је канадска скакачица у воду и репрезентативка Канаде у овом спорту. Њена специјалност су скокови са даске са висине од 3 метра, како у појединачној тако и у конкуренцији синхронизованих парова. 
Највећи успех у каријери остварила је на светском првенству 2017. у Будимпешти где је у пару са Џенифер Абел освојила сребрну медаљу у синхронизованим скоковима са даске.